# Alice Basso
Alice Basso (Milano, 1º novembre 1979) è una scrittrice italiana.

## Biografia
Alice Basso nasce a Milano nel 1979, dove ottiene la maturità classica. Si laurea in Storia contemporanea alla Scuola Normale Superiore di Pisa e ottiene un master in Comunicazione e media.
Vive in provincia di Torino dal 2006. Debutta come scrittrice nel 2015 dopo avere lavorato per anni con diverse case editrici come redattrice, traduttrice dall'inglese e valutatrice di proposte editoriali, autrice di testi per aziende di prodotti multimediali e coordinatrice dei tutor di un master telematico in Comunicazione per l’Università degli Studi di Torino.
Col suo primo romanzo crea il personaggio di Vani Sarca, una ghostwriter appassionata di gialli che si trova sovente a collaborare in alcune indagini di polizia.
Il ciclo della ghostwriter conta al 2019 cinque romanzi e due racconti, tutti pubblicati da Garzanti.
Nel 2020 pubblica Il morso della vipera con cui inaugura un nuovo ciclo di cinque romanzi, a sfondo storico, con una nuova protagonista femminile, Anita Bo.
Nel 2019 esordisce come illustratrice per il saggio C'era una svolta, di Barbara Fiorio.
Appassionata di musica, è anche una cantante, una chitarrista e una sassofonista. Nel 2017 ha realizzato insieme alla sua band Soundscape 2.0 il "musical da camera" Signorina Bertero, dattilografa, un racconto drammatizzato e inframezzato da canzoni originali, ispirato alla storia della prima donna a entrare nell'azienda Reale Mutua nel 1926. 
Nel 2023 ha realizzato insieme alla sua band lo spettacolo  "Piratesse", un recital a quattro voci, con musiche e canzoni originali, eseguite dal vivo dall'autrice con Claudia Fassina, Elisa Lorenzo e Maria Chiara Maccarrone,
Nel 2024 pubblica il libro per ragazzi I fratelli Difendieroi con protagonisti i fratelli Tommy e Lisa.
Nel 2025 pubblica con Le 27 sveglie di Atena Ferraris inaugura un nuovo ciclo di romanzi giallo-contemporanei con protagonista Atena Ferraris e suo fratello Febo. 
Alice Basso è la narratrice degli audiolibri dei propri romanzi.

### Polemica sull'autismo
Il 28 gennaio 2025, in occasione della pubblicazione di Le ventisette sveglie di Atena Ferraris, è apparsa su Repubblica un'intervista intitolata La mia vita fra bestseller e autismo. L'intervista è stata ripresa da Open Online: "La diagnosi? Ti mette il bollino". Ha fatto i primi test ma non sa se vuole andare avanti: "Ma prima o poi lo farò: sarà una liberazione".
La scrittrice ha pubblicato lo stesso giorno un post sulle sue pagine Facebook   e Instagram nel quale prende le distanze dai due titoli, definendoli fuorvianti, in quanto lascerebbero intendere che lei sia autistica. Spiega infatti di non avere una diagnosi di autismo e argomenta: "Vi giuro che se fossi diagnosticata non avrei alcun problema a dichiararlo, non proverei nessun timore e non ci vedo nessuno stigma (è un po' il senso del libro, dopotutto), ma non posso proprio arrogarmi il diritto di dirmi qualcosa che non sono e la rappresentanza di una categoria alla quale non appartengo ufficialmente e che è capace alla grande (ma veramente alla grande) di parlare da sola per sé". Nel caso del titolo di Open, aggiunge: "pure peggio [...] Perché, per come hanno tagliato e assemblato stralci dell'articolo, mi fanno praticamente dire che sono autistica ma non ho avuto il coraggio di arrivare alla diagnosi perché mi fa tanta paura. Esattamente il CONTRARIO di quello che penso e che speravo uscisse dall'intervista, ossia non sono (o non so se sono) autistica, ma parlo serenamente dei miei tratti neurodivergenti, nei quali chissà in quanti ci riconosciamo, perché è proprio questo il senso del mio libro.".

## Opere

### Romanzi

#### Serie di Vani Sarca
- L'imprevedibile piano della scrittrice senza nome, Milano, Garzanti, 2015. ISBN 978-88-11-67163-3.
- Scrivere è un mestiere pericoloso, Milano, Garzanti, 2016. ISBN 978-88-11-67088-9.
- Non ditelo allo scrittore, Milano, Garzanti, 2017. ISBN 978-88-11-67344-6.
- La scrittrice del mistero, Milano, Garzanti, 2018. ISBN 978-88-11-60498-3.
- Un caso speciale per la ghostwriter, Milano, Garzanti, 2019. ISBN 978-88-11-60262-0.

#### Serie di Anita Bo
- Il morso della vipera, Milano, Garzanti, 2020. ISBN 978-8811812135.
- Il grido della rosa, Milano, Garzanti, 2021. ISBN 978-88-1181-8779.
- Una stella senza luce, Milano, Garzanti, 2022. ISBN 978-88-1100-3113.
- Le aquile della notte,  Milano, Garzanti, 2023. ISBN 978-88-1100-8859.
- Una festa in nero, Milano, Garzanti, 2024. ISBN 978-88-1101-0234.

#### Altri romanzi
- Un altro ballo ancora, Milano, Garzanti, 2023. ISBN 978-8811003823 scritto assieme agli Scrittori Pigri di Barbara Fiorio[15].
- I fratelli difendieroi, Milano, Garzanti, 2024. ISBN 978-8811011774.
- Le ventisette sveglie di Atena Ferraris, Milano, Garzanti, 2025. ISBN 9788811012825.

### Racconti
- La prima volta che ho lasciato una ragazza, in La prima volta che. Editrice Il Castoro, 2016. ISBN 978-8869660719.
- La ghostwriter di Babbo Natale: Un racconto di Natale di Vani Sarca. Milano, Garzanti, 2017. ISBN 978-8811149897.
- Nascita di una ghostwriter: Il primo lavoro di Vani Sarca, Milano, Garzanti, 2018. ISBN 978-8811604051.
- Signorina Bertero, dattilografa. Torino, Reale Mutua, 2018.
- Questione di indizi, in Mariti. Piemme, 2019. ISBN 978-8856670103.
- Carriera e famiglia, in Iniziamo da qui! Uno spunto per 15 storie. Fuori Fuoco. Spunto Edizioni, 2019.
- La mamma di Tornado Rosso, in Super. La Corte Editore, 2019.
- Cuore di mamma, in E cosy sia, "Il Giallo BIG", n. 6, luglio 2024.

### Illustrazioni
- C'era una svolta di Barbara Fiorio, illustrato da Alice Basso, Piero Fiorio, Sara Lando, Marco Lucente, Alessio Roberti Vittory, Umberto Torricelli. Milano, Morellini, 2019. ISBN 978-8862987035.

### Audiolibri

#### Opere proprie
- L'imprevedibile piano della scrittrice senza nome, letto da Alice Basso, Milano, Salani, 2019.
- Scrivere è un mestiere pericoloso, letto da Alice Basso, Milano, Salani, 2019.
- Non ditelo allo scrittore, letto da Alice Basso, Milano, Salani, 2020.
- La scrittrice del mistero, letto da Alice Basso, Milano, Salani, 2020.
- Un caso speciale per la ghostwriter, letto da Alice Basso, Milano, Salani, 2020.
- Il morso della vipera, letto da Alice Basso, Milano, Salani, 2021.
- Il grido della rosa, letto da Alice Basso, Milano, Salani, 2021.
- Una stella senza luce, letto da Alice Basso, Milano, Salani, 2022.
- Le aquile della notte, letto da Alice Basso, Milano, Salani, 2023.
- Una festa in nero, letto da Alice Basso, Milano, Salani, 2024.
- I fratelli difendieroi, letto da Alice Basso, Milano, Salani, 2025

#### Altri audiolibri
- La signora in tweed, di Charles Exbrayat, letto da Alice Basso, Milano, Salani, 2023.